# Gore Vidal
Gore Vidal, pseudonimo di Eugene Luther Gore Vidal (West Point, 3 ottobre 1925 – Los Angeles, 31 luglio 2012), è stato uno scrittore, saggista, sceneggiatore, attore e drammaturgo statunitense.
Autore prolifico di romanzi, saggi, opere teatrali, è altresì famoso per aver scritto sceneggiature di film di successo come Improvvisamente, l'estate scorsa di Joseph L. Mankiewicz e Ben-Hur di William Wyler. Nei primi anni cinquanta, usando lo pseudonimo di "Edgar Box", scrisse tre romanzi gialli su di un detective immaginario di nome Peter Cutler Sargeant II.

## Biografia

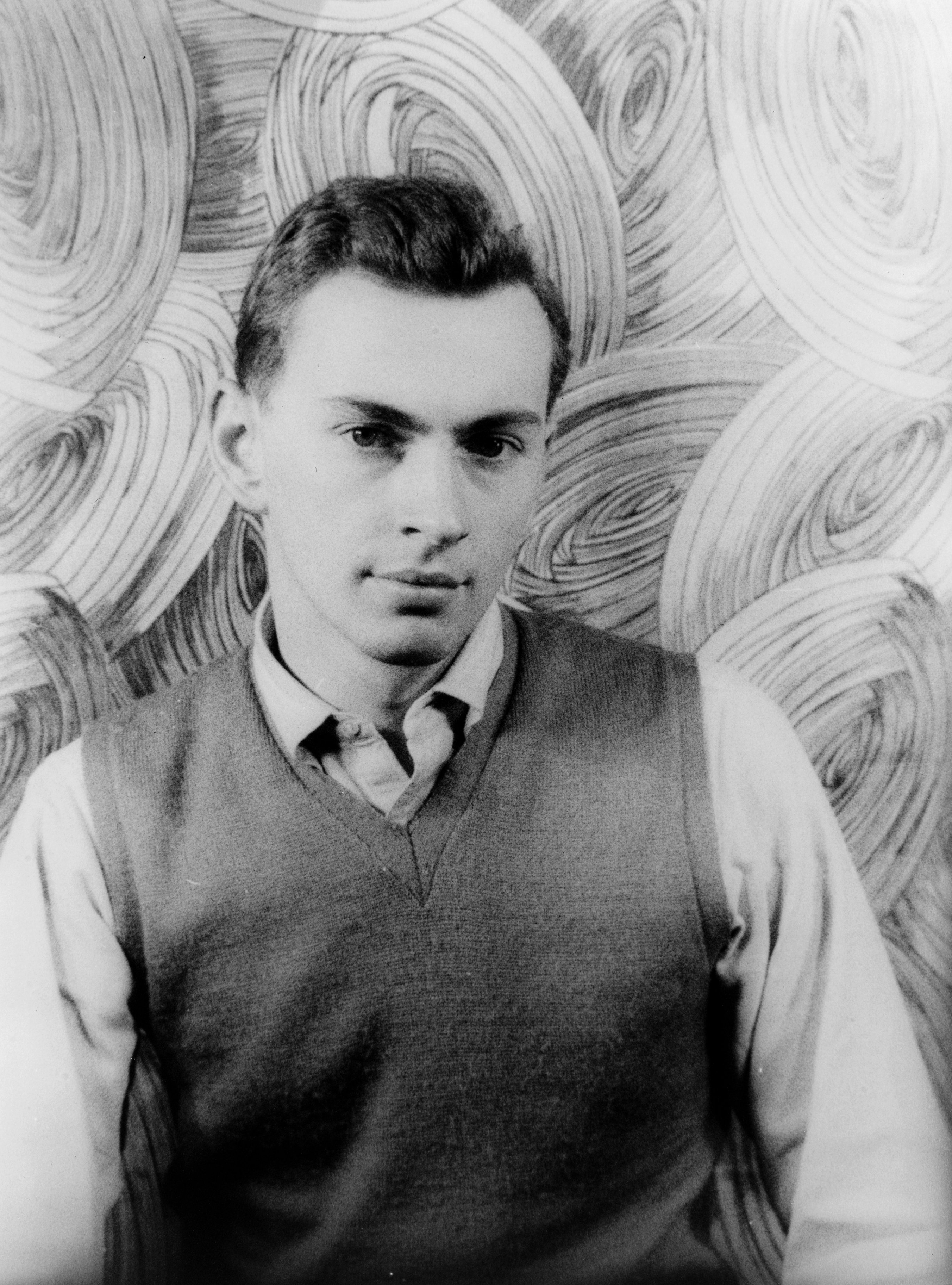
Gore Vidal, fotografato da Carl Van Vechten, 1948

Figlio di Eugene Vidal e Nina Gore, nasce all'Accademia militare degli Stati Uniti, dove il padre è istruttore aeronautico. Non appena ha inizio la sua carriera letteraria, sceglie come nome il cognome del nonno materno Thomas P. Gore, senatore democratico dello Stato dell'Oklahoma.
Cresce a Washington, dove frequenta la St. Albans School. Il nonno materno, il senatore Gore, è cieco, e il nipote, che legge spesso per lui, di tanto in tanto gli fa da guida: ciò gli consente l'accesso - insolito per un bambino - ai corridoi del potere. L'isolazionismo del senatore Gore è uno dei principi ispiratori della filosofia politica di Vidal, che ha sempre criticato con fermezza l'imperialismo statunitense. Non a caso, oltre a un'innumerevole serie di saggi sull'argomento (molti dei quali pubblicati in Italia da Fazi Editore), ha scritto un ciclo di romanzi che descrive proprio il passaggio degli Stati Uniti da repubblica a impero: le cosiddette Narratives of Empire sono un ciclo di sette romanzi che abbracciano la storia statunitense dai primi dell'Ottocento (Burr) alla seconda guerra mondiale (L'età dell'oro).

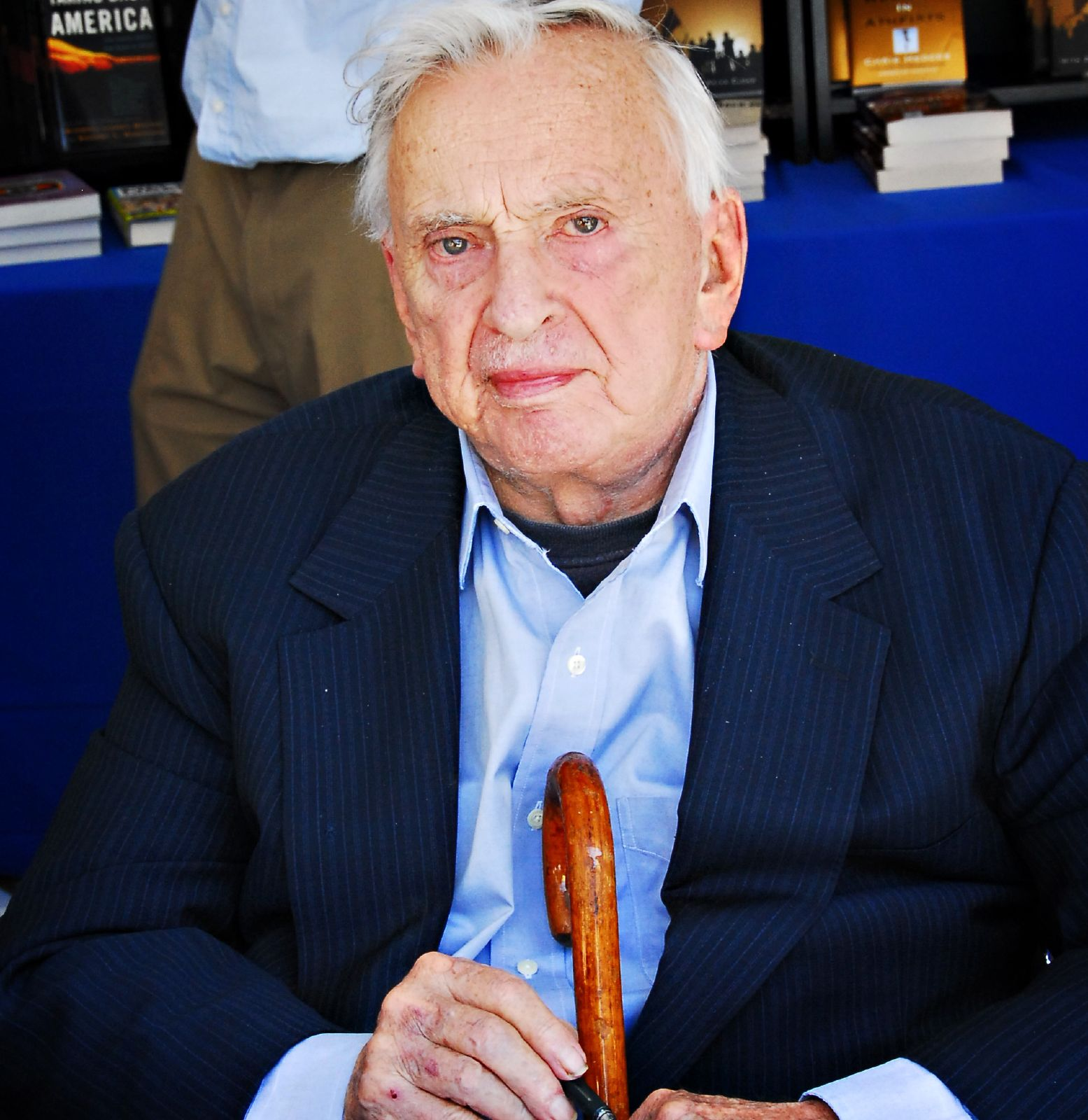
Vidal, 2008

Dopo aver frequentato la Phillips Exeter Academy, Gore Vidal si arruola come riservista nell'esercito degli Stati Uniti. È il 1943 e gli Stati Uniti sono in guerra da un paio d'anni. Nello sbarco alleato di Iwo Jima perde la vita Jimmy Trimble, "la mia altra metà", come lo definisce lo stesso Vidal nel suo libro di memorie Palinsesto, del 1994: "Io ero più grande di lui di una settimana. Avevamo la stessa altezza e lo stesso peso. Lui aveva l'occhio lungo dell'atleta-cacciatore; io quello miope del lettore-scrittore. Io ero biondo con i capelli lisci. Lui era biondo, con i capelli ricci." Sul suo rapporto con Jimmie, Vidal ha anche concesso un'intervista al quotidiano inglese The Independent.
Per circa trent'anni ha vissuto in Italia, prima a Roma (in Largo di Torre Argentina) e poi a Ravello nella costiera amalfitana. Dopo la morte nel 2005 del compagno di una vita, Howard Austen, ha venduto la villa La Rondinaia di Ravello ed è ritornato stabilmente a Los Angeles. Austen è stato sepolto nel cimitero di Rock Creek a Washington D.C., in una tomba destinata a ricevere anche le spoglie di Gore Vidal stesso.
Vidal, che fu anche membro onorario della National Secular Society, morì nella sua casa di Hollywood Hills il 31 luglio 2012 all'età di 86 anni a seguito di complicazioni per una polmonite. La sua salma è inumata nel cimitero di Rock Creek a Washington.

## L'opera

### La statua di sale(The City and the Pillar)
Dopo aver scritto e dato alle stampe un paio di romanzi, tra i quali spicca Williwaw, basato sulle sue esperienze militari nel Alaskan Harbor Detachment (distaccamento portuale in Alaska), Vidal decise di pubblicare La statua di sale. È il 1948 e il libro suscita immediatamente le attenzioni del pubblico e le critiche non proprio entusiastiche di buona parte della stampa degli Stati Uniti. Il libro narra infatti le vicende di Jim Willard, figlio di una "normale" famiglia della media borghesia del Sud degli Stati Uniti, bello, atletico, schivo e innamorato del suo migliore amico. Si tratta per certi aspetti del primo romanzo statunitense che tratti con estrema disinvoltura della passione di un ragazzo per un suo coetaneo senza cadere nella caratterizzazione dell'omosessuale effeminato dominante nell'immaginario collettivo (non solo statunitense).
Non a caso, racconta Vidal nella sua autobiografia Palinsesto: "Uno dei redattori della Dutton [la casa editrice che già aveva pubblicato Williwaw e In a yellow wood, ndr] mi aveva detto che se il libro fosse stato pubblicato, mi sarebbero toccati vent'anni di recensioni negative e la mia reputazione letteraria sarebbe finita per sempre. La mia risposta fu una sorta di fischio a mezzanotte: «Se c'è un mio libro che ancora verrà ricordato nel 1968... questa è la fama, o no?». Il redattore della Dutton non era lontano dal vero se, come ricorda Vidal:
Il libro è dedicato a "J.T.", ovvero Jimmie Trimble, il ragazzo della St. Albans di cui Vidal è stato innamorato per anni, nonostante la sua morte prematura durante la battaglia di Iwo Jima, nel febbraio del 1945. A questo proposito sono significative le parole che a Jimmie dedica Vidal in chiusura del primo volume delle sue memorie, Palinsesto.

Il titolo italiano dell'opera è un richiamo alla citazione biblica in esergo che apre la narrazione e che dà per certi aspetti la dimensione di immobilità in cui si trova il protagonista per buona parte del libro: 

### Tra Broadway e Hollywood
Dopo lo scandalo suscitato da La statua di sale, Vidal comincia a lavorare come autore televisivo e teatrale (due sue commedie The Best Man e Visit to a Small Planet si impongono a Broadway e vengono in seguito adattate per la TV). Nel frattempo dà alle stampe Il giudizio di Paride (1952) e la satira Messiah (1954).
Assunto come autore alla MGM nel 1956, tre anni più tardi è a Roma, a Cinecittà, dove William Wyler sta dirigendo il remake di Ben-Hur, con Charlton Heston. Vidal accetta, insieme con lo sceneggiatore Christopher Fry, di rivedere lo screenplay originale di Karl Tunberg, a patto che la Metro-Goldwyn-Mayer acconsenta a rescindere il suo contratto con due anni di anticipo (così da potersi dedicare nuovamente alla narrativa).
Il contributo di Vidal alla sceneggiatura, per nulla marginale, non è mai stato accreditato dall'Associazione degli Sceneggiatori che hanno negato il riconoscimento sia a Vidal sia a Fry. Lo scrittore è tornato sulla vicenda nei suoi due libri di memorie Palinsesto (1994) e Navigando a vista (2006), ricordando con divertimento l'episodio della lettura dello screenplay davanti al boss della MGM Zimbalist, a Wyler e allo stesso Heston, allorché l'acredine tra Ben Hur (Heston) e Messala (Stephen Boyd), viene ascritta da Vidal a un "rifiuto sessuale" del primo al secondo, con conseguente sconcerto generale e riscrittura della scena incriminata.

### Giuliano(Julian)
Abbandonati gli studios e dopo una breve parentesi politica (si candida per il Congresso nel 1960, l'anno dell'elezione alla Casa Bianca di John F. Kennedy), Vidal, con il compagno Howard Austen, si trasferisce in Italia. Dopo aver preso casa a Roma, in Largo di Torre Argentina, si butta a capofitto nello studio dell'antichità classica, si documenta presso le maggiori biblioteche capitoline e inizia così la stesura di Giuliano (1964). Il romanzo narra la vita privata e le scelte politico-militari di Giuliano, imperatore romano del quarto secolo, nipote di Costantino, che durante i brevi anni del suo regno tenta di restaurare il culto degli dei pagani, passando per questo motivo alla storia con l'appellativo di "Apostata".
Dopo Giuliano, Vidal dà alle stampe Washington D.C. (1967) primo volume della serie Narratives of Empire, il ciclo storico con cui lo scrittore ha inteso narrare le vicende politico-istituzionali degli Stati Uniti, dai padri fondatori alla guerra fredda. Seguiranno gli altri capitoli della serie che, cronologicamente, coprono 150 anni di storia statunitense: Burr (del 1973), Lincoln (pubblicato nel 1984), Il Candidato (1876, del 1976), Impero (Empire, del 1987), Hollywood (del 1990), e L'età dell'oro (The golden age, pubblicato nel 2000).

### Myra Breckinridge
(Gore Vidal, Myra Breckinridge)
In pieno clima da "contestazione", appare in libreria l'audace e inattesa commedia satirica transessuale Myra Breckinridge (1968). «Donna Trionfante, prototipo di una nuova genia di esseri dotati di intelligenza superiore, bellezza indiscutibile, ambizioni altissime e di una fantasia smisurata che non si contenta di vagheggiamenti» Myra (al secolo Myron Breckinridge), è una neo-donna che, dopo aver cambiato sesso, decide di spacciarsi per la vedova di sé stesso e ottenere dallo zio la scuola per aspiranti artisti che questo dirige a Hollywood. Scritto come una sorta di diario, il libro ha imposto Vidal come grande autore satirico («...la linea è quella che va da Petronio a Swift a Butler») e fustigatore dei vizi della società statunitense. Come ha notato Graziella Pulce sulle pagine di Alias, l'inserto settimanale del quotidiano Il manifesto: «La storia di Myra/Myron toccava questioni scottanti (siamo nel 1968, ndr): ruoli sessuali e relative lotte, la natura del potere, la funzione della letteratura, la facoltà dichiaratamente mitopoietica del cinema, ma anche il binomio cultura-denaro. Tutto ciò non solo era esposto brillantemente da un Vidal in stato di grazia, ma ogni elemento era anche consapevolmente messo in discussione e trattato criticamente. [...] Myra Breckinridge è davvero un romanzo scabroso perché celebra il trionfo di un nuovo genere sessuale e insegna a combattere contro il potere degli uomini, di cui il protagonista conosce vizi (tanti) e virtù (pochissime e caduche).» Il piano di Myra è semplice: procedere con «...la distruzione delle ultime tracce residue nella razza della virilità tradizionale allo scopo di riallineare i sessi, riducendo così la popolazione mentre si aumenta la felicità umana e si prepara l'umanità per il suo stadio successivo».
Scritto in un mese e dedicato all'amico Christopher Isherwood, il libro ha un enorme successo di pubblico: tre milioni di copie vendute in poche settimane e novecentomila dollari pagati dalla Fox a Vidal per i diritti cinematografici. Rifiutato in Australia, edulcorato per il mercato inglese, in Italia è stato rifiutato da un paio di editori e pubblicato da Valentino Bompiani nel 1969. Oggi è edito da Fazi, l'editore romano che sta ripubblicando l'opera completa dello scrittore statunitense.
Il 1975 è l'anno del sequel del romanzo, Myron. Per ovviare la censura, e fare satira sul potere giudiziario statunitense, Vidal sostituisce tutti i termini sessuali e le parti anatomiche dei personaggi con i nomi dei giudici della Corte suprema degli Stati Uniti. Nel 1987 i due libri sono pubblicati in un unico volume e il turpiloquio di Myron ripristinato.

### Dagli anni settanta
(Gore Vidal, Palinsesto)
Dopo l'insuccesso di due opere, Weekend (1968) e Un pomeriggio con Richard Nixon (1972), e la sua strana semi-autobiografia Due sorelle, Vidal si concentrò soprattutto sui saggi e due distinti argomenti: i romanzi storici sulla storia americana come Burr (1973), 1876 (1976), Lincoln (1984), Impero (1987), Hollywood (1989), L'età dell'oro (2000), e altre escursioni nel mondo antico: Creazione (1981, pubblicato in forma estesa nel 2002), e le divertenti e spesso impietose "invenzioni satiriche": Myron (1975, un sequel di Myra Breckinridge), Kalki (1978), Duluth (1983), Live from Golgotha (1992) e The Smithsonian Institution (1998). Vidal è anche autore di un'autobiografia in due volumi, composta da Palinsesto (1995) e Navigando a vista (2007).
Vidal, occasionalmente, è tornato a scrivere per cinema e televisione; si ricorda il film basato sul suo Billy the Kid, con Val Kilmer, e una miniserie di Lincoln. Ha inoltre scritto la sceneggiatura originale del controverso Caligola, ma più tardi fece rimuovere il suo nome poiché il regista e l'attore protagonista la corressero profondamente, cambiando completamente temi e toni complessivi. Ironicamente, in un tentativo fallito di ristabilire la visione di Vidal in postproduzione, i produttori del film finirono per renderlo qualcosa che né Vidal, né Brass, né McDowell avevano in mente.
Forse contrariamente alle sue volontà, Vidal era più rispettato come saggista che come romanziere. Egli scriveva soprattutto su temi politici, storici e letterari, e vinse il National Book Award nel 1993 per Stati Uniti (1952-1992). Una collezione successiva nel 2000 è L'ultimo impero; da allora lo scrittore ha pubblicato pamphlet estremamente critici rispetto all'amministrazione Bush-Cheney, oltre al testo sui padri fondatori degli USA, Inventare una Nazione. Ha pubblicato un'autobiografia di successo, Palinsesto, nel 1995, e secondo recenti notizie stava lavorando sul seguito.
Negli anni sessanta Vidal si trasferì in Italia, scegliendo di risiedere a Ravello.
Fu ingaggiato per interpretare sé stesso in Roma di Federico Fellini; le sue politiche liberali sono ben documentate. Nel 1987 scrisse una serie di saggi come Armageddon, che esplora gli intrighi del potere nei moderni Stati Uniti e condanna in maniera spietata la politica presidenziale di Ronald Reagan, il quale fu descritto come un «trionfo dell'arte dell'imbalsamatore». A parte il suo padre politico, Vidal ha altri collegamenti con il Partito Democratico americano: sua madre Nina sposò Hugh D. Auchincloss Jr., che più tardi divenne patrigno di Jacqueline Kennedy Onassis; inoltre, Vidal è cugino di quinto grado di Jimmy Carter. È stato anche candidato, senza successo, alle elezioni per il Congresso del 1960, perdendo per 24 000 voti in un distretto tradizionalmente repubblicano sul fiume Hudson. Nel 1982, perse contro Jerry Brown nelle primarie del Partito Democratico per il Senato, nonostante il sostegno di celebrità liberali come Paul Newman e Joanne Woodward. Vidal affermò che lui ed Al Gore, ex vicepresidente degli USA, sono cugini alla lontana, ma ricerche genealogiche non hanno scoperto alcun legame familiare.
Ha recitato nel film Bob Roberts (1992) con Tim Robbins, oltre ad altri film come Gattaca, With Honors e Igby Goes Down.

## Politica

### Attivismo e opinioni politiche

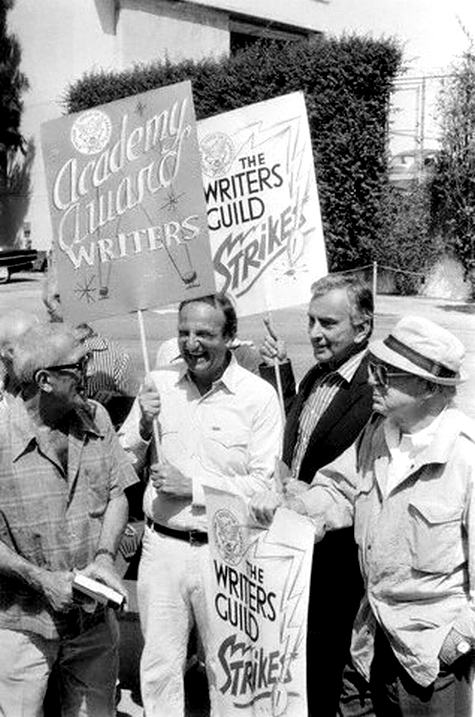
Richard Brooks, Bo Goldman, Gore Vidal e Billy Wilder (Sciopero degli aderenti alla Screen Writers Guild, Los Angeles 1981)

Vidal si considera un "riformatore radicale", ed è descritto come un nostalgico del "repubblicanesimo puro" dei primi anni della storia statunitense. Come studente delle superiori è stato un sostenitore dell'American First Committee. Differentemente da altri sostenitori del movimento, continua a credere che gli Stati Uniti non avrebbero dovuto intervenire nel secondo conflitto mondiale (sebbene sembra abbia poi sostenuto che la fornitura di aiuti materiali agli alleati fosse stata una buona idea). Ha anche ipotizzato che il presidente Roosevelt avesse "incitato" i giapponesi ad attaccare gli Stati Uniti, con il fine di giustificare l'entrata in guerra degli statunitensi, e crede anche che questi fosse a conoscenza dell'attacco prima che fosse condotto.
L'attivismo politico lo portò, nel 1960, a essere candidato alla Camera per il Partito Democratico nel Nord dello Stato di New York (You'll get more with Gore), ricevendo più voti di ogni altro candidato del Partito Democratico nei cinquanta anni precedenti. Dal 1970 al 1972 ha fatto parte del consiglio direttivo del People's Party, e nelle Primarie del Partito Democratico del 1982 in California per il Senato, arrivò secondo su nove candidati (con circa mezzo milione di voti).
L'emittente televisiva ABC News lo mise sotto contratto insieme a William Buckley Jr. come analista per le convention dei partiti Democratico e Repubblicano del 1968, prevedendo che gli spettatori avrebbero gradito lo spettacolo delle battaglie verbali tra due uomini famosi per la loro intelligenza pungente e il loro sarcasmo. La battaglia verbale ci fu eccome, e si arrivò quasi allo scontro fisico. Dopo alcuni giorni di battibecchi che spesso si trasformavano in attacchi puerili e personali da ambo i lati, Vidal definì Buckley "pro-crypto Nazi", offesa alla quale Buckley, visibilmente alterato, replicò così: «Adesso ascolta, depravato. Smetti di chiamarmi pro-crypto Nazi, altrimenti ti do un cazzotto in faccia e ti distruggo».
In seguito Buckley chiese scusa a Vidal per averlo chiamato depravato; in ogni caso, l'attacco a Vidal continuò in un lungo saggio pubblicato nella rivista Esquire nell'agosto del 1969, intitolato On Experiencing Gore Vidal (pubblicato anche in The Governor Listeth, una collezione degli scritti di Buckley di quel periodo). Il numero di settembre 1969 di Esquire presentava una risposta di Vidal, nella quale Vidal affermava che Buckley e/o altri membri della sua famiglia avevano vandalizzato una chiesa nella loro città natale di Sharon, nel Connecticut, nel 1944, dopo che la moglie del pastore aveva venduto una casa a una famiglia ebrea.
Buckley querelò Vidal ed Esquire per diffamazione; Vidal replicò querelando a sua volta per diffamazione Buckley, per aver definito il racconto di Vidal Myra Breckinridge come "pornografia". L'azione giuridica di Vidal fu respinta dalla corte e Buckley accettò come riparazione la cifra di 115 000 dollari per spese legali e la dichiarazione da parte di Esquire di essere "profondamente convinti" della falsità della accuse di Vidal. I costi legali per Vidal si aggirarono intorno ai 75 000 dollari. L'intera faccenda venne di nuovo a galla nel 2003, quando Esquire pubblicò l'Esquire's Big Book of Great Writing, una antologia che comprendeva l'articolo ingiurioso di Vidal. Buckley di nuovo querelò la rivista per diffamazione e la stessa si accordò per un risarcimento che ammontò a 55 000 dollari per spese legali e 10 000 dollari per danni morali nei confronti di Buckley.
Oggetto di serie controversie furono le relazioni che Vidal intrattenne con Timothy McVeigh. I due cominciarono uno scambio di lettere mentre McVeigh era in prigione. Vidal crede che McVeigh abbia avuto dei complici oppure sia stato direzionato per realizzare l'attacco dinamitardo di Oklahoma City. Vidal ha anche suggerito che l'attacco possa essere stato effettuato dall'FBI per permettere l'approvazione di leggi anti terrorismo più rigide. In un'altra occasione affermò che Timothy McVeigh aveva commesso l'attentato come un contributo agli Stati Uniti per quello che l'FBI faceva, ossia, spiare e assassinare cittadini statunitensi.
Nel 1994 Vidal scrisse una prefazione per il controverso libro di Israel Shahak: Jewish History, Jewish Religion: The Weight of Three Thousand Years, che ha ricevuto critiche da parte della scuola Talmudica. In questa prefazione Vidal afferma che «...a un certo punto, verso la fine degli anni Cinquanta, quel pettegolo di prima classe e storico occasionale di John Frank Kennedy mi raccontava di come, nel 1948, Harry Truman fosse stato abbandonato da tutti al momento della campagna elettorale per la presidenza degli Stati Uniti. Fu allora che un sionista americano gli portò due milioni di dollari in contanti in una valigetta, per sovvenzionare la campagna. Ecco perché il riconoscimento dello Stato di Israele da parte degli Stati Uniti è stato così rapido. Siccome né Jack né io eravamo antisemiti (al contrario dei nostri nonni), la considerammo solo come un'altra delle storielle divertenti su Truman e la serena corruzione della politica americana.» 
Vidal fu membro della direzione di World Can't Wait, un'organizzazione che partecipa del movimento per la incriminazione di George W. Bush per alto tradimento.

### Opinioni sui fatti dell'11 settembre 2001
Vidal era fortemente critico nei confronti dell'amministrazione Bush, così come lo era stato delle precedenti amministrazioni che considerava aver avuto una agenda espansionista implicita o esplicita. Ha spesso affermato in interviste, articoli, e in un recente libro, che gli statunitensi «...sono oggi governati da una combriccola di petrolieri guerrafondai (oil-Pentagon men nell'originale) [...] Bush padre e figlio, Cheney, Rumsfeld, e così via».
Relativamente agli attacchi dell'11 settembre 2001, Vidal scrisse che tali attentati, che affermava essere stati previsti dai servizi di intelligence statunitensi, giustificavano politicamente i piani d'invasione dell'Afghanistan (ottobre 2001) dell'amministrazione Bush, preparati precedentemente agli attentati. Sottolineava la mancanza di meccanismi di difesa, incluso il ritardo per l'attivazione dei caccia intercettori, i cui tempi di azione furono molto più lenti di quanto ci si sarebbe potuto aspettare. Se, affermava Gore Vidal, tali mancanze fossero frutto di incompetenza, meriterebbero un congruo numero di corti marziali e uno o due rinunce da parte delle maggiori cariche dello Stato. Invece, abbiamo solo una inchiesta su come i «...potenziali errori di comunicazione tra agenzie federali ... possano aver permesso la realizzazione degli attacchi.».

### Romanzi
- L'uragano (Williwaw, 1946), trad. di Stanis La Bruna, Milano, Elmo, 1950.
- In a Yellow Wood (1947)
- La statua di sale (The City and the Pillar, 1948)
  - La città perversa, trad. di Giorgio Monicelli, Collezione L'Olimpo, Milano, Elmo, 1949.
  - Jim, trad. di Vincenzo Mantovani, Milano, Bompiani, 1972.
  - La statua di sale, trad. di Alessandra Osti, Collana Le strade n.17, Roma, Fazi Editore, 1998, ISBN 88-8112-090-9.
- The Season of Comfort (1949)
- Alla ricerca del re (A Search for the King, 1950), Milano, Garzanti, 1951.
- Dark Green, Bright Red (1950, pseudo-profezia del colpo di Stato del Guatemala del 1954, vedi In the Lair of the Octopus, Dreaming War)
- Il giudizio di Paride (The Judgment of Paris, 1953), Roma, Fazi, 2006, ISBN 88-8112-753-9.
- Messiah (1955)
- Giuliano (Julian, 1964), trad. di Ida Omboni, Milano, Rizzoli, 1969; Milano, Bompiani, 1990; Roma, Fazi, 2003, ISBN 88-8112-418-1
- Myra Breckinridge (Myra Breckinridge, 1968), trad. di Vincenzo Mantovani, Milano, Bompiani, 1969; Bompiani, 1989, ISBN 88-452-0883-4; Roma, Fazi, 2007 ISBN 978-88-8112-882-2.
- Due sorelle (Two Sisters, 1970), Milano, Bompiani, 1971.
- Myron (Myron, 1975), Milano, Bompiani, 1985.
- Kalki (Kalki, 1978), Milano, Bompiani, 1980.
- Creazione (Creation, 1981), Milano, Garzanti, 1983; Roma, Fazi, 2005, ISBN 88-8112-579-X.
- Duluth: tutta l'America in una città (Duluth, 1983), Milano, Garzanti, 1984; Roma, Fazi, 2007, ISBN 978-88-8112-825-9.
- In diretta dal Golgota (Live from Golgotha: the Gospel according to Gore Vidal, 1992), trad. di Pier Francesco Paolini, Milano, Longanesi, 1992, ISBN 88-304-1122-1; Milano, TEA, 1994, ISBN 978-88-781-9638-4.
- The Smithsonian Institution (1998)

#### Ciclo Narratives of Empire
- Washington D.C. (Washington, D.C., 1967), Milano, Rizzoli, 1968; Roma, Fazi, 2017.
- Burr (Burr, 1973), trad. di Pier Francesco Paolini, Milano, Bompiani, 1975; Collana Le strade n.528, Roma, Fazi, 2022, ISBN
- 1876 (1976), Milano, Bompiani, 1977; col titolo Il candidato, trad. di Silvia Castoldi, Collana Le strade n.138, Roma, Fazi, 2008, ISBN 978-88-8112-924-9; col titolo Emma, 1876, Collana Le strade n.345, Roma, Fazi, 2018, ISBN 978-88-932-5339-0.
- Lincoln (Lincoln, 1984), Milano, Bompiani, 1988.
- Impero (Empire, 1987), trad. di B. Marietti, Collana Le strade n.55, Roma, Fazi, 2002, ISBN 978-88-811-2346-9.
- Hollywood (Hollywood, 1989), Milano, Bompiani, 1990, ISBN 88-452-1518-0; Milano, Bompiani, 1991, ISBN 88-452-1825-2.
- L'età dell'oro (The Golden Age, 2000), trad. di Luca Scarlini, Collana Le strade n.43, Roma, Fazi, 2001, ISBN 978-88-811-2171-7.

#### Pubblicati sotto pseudonimo
- A Star's Progress (1950), come Katherine Everard
- Thieves Fall Out (1953), come Cameron Kay
- La morte in agguato (Death Before Bedtime, 1953), come Edgar Box, Milano, Garzanti, 1955; col titolo Intrigo a Washington, Milano, Feltrinelli, 1988, ISBN 88-07-04020-4.
- Death in the Fifth Position (1954), come Edgar Box
- Alla morte piace il caldo (Death Likes It Hot, 1954), come Edgar Box, Milano, Garzanti, 1956.

### Raccolte di racconti
- A Thirsty Evil (1956)

### Raccolte di saggi
- Una nave che affonda (Rocking the Boat, 1963) Bompiani, 1971
- Reflections Upon a Sinking Ship (1969)
- Sex, Death and Money (1969)
- Homage to Daniel Shays (1973)
- Le parole e i fatti (Matters of Fact and of Fiction, 1977) Bompiani, 1978
- The Second American Revolution (1982)
- Armageddon? (1987)
- At Home (1988)
- A View From The Diner's Club (1991)
- Remotamente su questi schermi (Screening History, 1992) Anabasi, 1993 ISBN 88-417-3007-2
- La fine dell'impero (Decline and Fall of the American Empire, 1992)
- United States: essays 1952–1992 (1993)
- Virgin Islands (1997)
- The American Presidency (1998)
- Sexually Speaking: Collected Sex Writings (1999)
- The Last Empire: essays 1992–2000 (2001)
- Perpetual War for Perpetual Peace or How We Came To Be So Hated (2002)
- Le menzogne dell'impero e altre tristi verità (Reflection upon Imperial Mendacity and Other Sad Truths, 2002) Fazi Editore, 2002. ISBN 88-8112-377-0
- Dreaming War: Blood for Oil and the Cheney-Bush Junta (2002)
- L'invenzione degli Stati Uniti. I padri: Washington, Adams, Jefferson (Inventing a Nation: Washington, Adams, Jefferson, 2003) Fazi Editore, 2005. ISBN 88-8112-665-6
- Imperial America: Reflections on the United States of Amnesia (2004)

#### Raccolte italiane
- Il mondo di Watergate: personaggi, figure, situazioni nello scandalo del secolo (1974) Bompiani
- La fine della libertà: verso un nuovo totalitarismo? (2001) Fazi Editore ISBN 88-8112-310-X
- Il canarino e la miniera: saggi letterari : 1956-2000 (2003) Fazi Editore ISBN 88-8112-428-9
- Democrazia tradita: discorso sullo stato dell'Unione 2004 e altri saggi (2004) Fazi Editore ISBN 88-8112-520-X
- E domani ancora guerra: la crisi dell'impero USA (2007) Datanews ISBN 978-88-7981-326-6
- Se controlli i media è fatta: interviste di Giulietto Chiesa e The Real News (2008) Datanews ISBN 978-88-7981-339-6

### Drammaturgie
- Visit to a Small Planet (1957)
- The Best Man (1960), dal quale è tratto il film L'amaro sapore del potere
- On the March to the Sea (1960-1961, 2004)
- Romulus (1962)
- Weekend (1968)
- Drawing Room Comedy (1970)
- An evening with Richard Nixon (1970)

### Memorie
- Palinsesto (Palimpsest: a memoir, 1995) Fazi Editore, 2000 ISBN 88-8112-134-4
- Navigando a vista (Point to Point Navigation: A Memoir) Fazi Editore, 2006 ISBN 88-8112-797-0

## Filmografia

### Sceneggiatore
- Pranzo di nozze, regia di Richard Brooks (1956)
- L'affare Dreyfus (I Accuse!), regia di José Ferrer (1958)
- Il capro espiatorio, regia di Robert Hamer (1959)
- Ben-Hur, regia di William Wyler - non accreditato (1959)
- Improvvisamente, l'estate scorsa, regia di Joseph L. Mankiewicz (1959)
- L'amaro sapore del potere, regia di Franklin J. Schaffner (1964)
- Parigi brucia?, regia di René Clément (1966)
- La poiana vola sul tetto, regia di Sidney Lumet (1970)
- Io, Caligola, regia di Tinto Brass e, non accreditati, Bob Guccione e Giancarlo Lui (1979)
- Il siciliano, regia di Michael Cimino - non accreditato (1987)
- La vera storia di Billy the Kid, regia di William A. Graham - film TV (1989)
- Dimenticare Palermo, regia di Francesco Rosi (1990)

### Attore

#### Cinema
- Roma, regia di Federico Fellini (1972)
- 110 e lode (With Honors), regia di Alek Keshishian (1994)
- Gattaca - La porta dell'universo (Gattaca), regia di Andrew Niccol (1997)
- Igby (Igby Goes Down), regia di Burr Steers (2002)
- Amelia, regia di Mira Nair (2009)

#### Televisione
- Boe-e-una-Lisa (Moe 'N' A Lisa), puntata 06x18 de I Simpson - serie TV (2006)

#### Cortometraggi
- Ritual in Transfigured Time, regia di Maya Deren (1946)
- Trailer for a Remake of Gore Vidal's Caligula, regia di Francesco Vezzoli (2005)

#### Documentari
- Lo schermo velato (The Celluloid Closet), regia di Rob Epstein e Jeffrey Friedman (1995)
- Inside Gola profonda (Inside Deep Throat), regia di Fenton Bailey e Randy Barbato (1995)
- Why We Fight, regia di Eugene Jarecki (2005)
- U.S.A. contro John Lennon (The U.S. vs. John Lennon), regia di David Leaf (2006)
- Zero - Inchiesta sull'11 settembre, regia di Franco Fracassi e Francesco Trento (2007)
- Standing Army, regia di Enrico Parenti e Thomas Fazi (2010)
- Salinger - Il mistero del giovane Holden (Salinger), regia di Shane Salerno (2013)